# Vogal anterior semifechada não arredondada
A vogal anterior semifechada não arredondada é um tipo de som vocálico usado em algumas línguas, o símbolo usado no Alfabeto Fonético Internacional para representar este som é ⟨e⟩. É representada no X-SAMPA também como ⟨e⟩.
Esta vogal é conhecida pelos falantes de português como "e fechado", a vogal da palavra "mês".

## Características
- É uma vogal semifechada porque a língua é posicionada entre uma vogal fechada e uma vogal média.
- É uma vogal anterior porque a língua é posta o mais à frente o possível sem criar uma constrição que a classificaria como uma consoante.
- É uma vogal não arredondada porque os lábios não são arredondados.

## Ocorrências
| Idioma      | Palavra     | AFI       | Significado | Notas                                                    |
| ----------- | ----------- | --------- | ----------- | -------------------------------------------------------- |
| Alemão      | Seele       | [ˈzeːlə]  | alma        |                                                          |
| Árabe       | ليه         | [le:]     | por que     | Árabe egípcio                                            |
| Catalão     | séc         | [ˈsek]    | dobra       |                                                          |
| Coreano     | 베다 (beda) | [ˈpeːda]  | cortar      |                                                          |
| Dinamarquês | hæl         | [ˈheːˀl]  | calcanhar   | Às vezes transcrito como /ɛ/.                            |
| Esperanto   | vero        | [ˈvero]   | verdade     |                                                          |
| Francês     | beauté      | [bote]    | beleza      | Ver fonologia do francês.                                |
| Galego      | tres        | [tres]    | três        |                                                          |
| Italiano    | stelle      | [ˈstelle] | estrelas    |                                                          |
| Malaio      | bebek       | [bebek]   | pato        |                                                          |
| Mandarim    | 飛 (fēi)    | [feɪ̯˥]    | voar        |                                                          |
| Norueguês   | le          | [ˈle:]    | risada      |                                                          |
| Polaco      | dzień       | [ˈd͡ʑeɲ]   | dia         | Alófono de /ɛ/ entre consoantes palatais ou palatizadas. |
| Português   | mesa        | [ˈmezɐ]   | mesa        | Ver fonologia do português.                              |
| Russo       | шея         | [ˈʂejə]   | pescolo     | Somente antes de vogais macias (palatizadas).            |
| Sueco       | sе          | [seː]     | ver         |                                                          |
| Toki Pona   | sewi        | [ˈsewi]   | 'superior'  | Ver Toki Pona                                            |
| Vietnamita  | tê          | [teː]     | dormente    |                                                          |